# Foltoshasú uhu
A foltoshasú uhu (Bubo nipalensis) a madarak osztályának bagolyalakúak (Strigiformes) rendjébe és a bagolyfélék (Strigidae) családjába tartozó faj.

## Rendszerezése
A fajt Brian Houghton Hodgson angol ornitológus írta le 1836-ban. Egyes szervezetek a Ketupa nembe sorolják Ketupa nipalensis néven.

## Alfajai
- Bubo nipalensis blighii (Legge, 1878) - Srí Lanka
- Bubo nipalensis nipalensis (Hodgson, 1836) - Banglades, Bhután, Kambodzsa, Kína, India, Laosz, Mianmar, Nepál, Thaiföld és Vietnám

## Előfordulása
Ázsia déli és délkeleti részén, Banglades, Bhután, Kambodzsa, Kína, India, Laosz, Mianmar, Nepál, Srí Lanka, Thaiföld és Vietnám területén honos.
Természetes élőhelyei a szubtrópusi vagy trópusi síkvidéki és hegyi esőerdők, valamint mérsékelt övi erdők. Állandó, nem vonuló faj.

## Megjelenése
Testhossza 64 centiméter, testtömege 1300-1500 gramm. A tojó nagyobb és nehezebb a hímnél. Tollfülei jól láthatók.

## Életmódja
Éjjeli ragadozó, nappal pihen.

## Természetvédelmi helyzete
Az elterjedési területe rendkívül nagy, egyedszáma viszont csökken. A Természetvédelmi Világszövetség Vörös listáján nem fenyegetett fajként szerepel.